# مسجد ملاحسن
مسجد ملاحسن‌ از مسجدهای دوره قاجار در شهرستان خوی است. در سال ۱۳۱۶ هجری قمری ساخته شده‌است. هشتی و شبستان مسجد دو ردیف ستون سنگی زیبا دارد. در ضلع شرقی ورودی مسجد، مناره آجری نسبتاً عریضی احداث شده‌است. تزئین گنبدهای پوشش از نظر کاربرد آجر، جالب توجه است. نورگیرهایی در اطراف دهانه گنبدهای ضلع شمالی شبستان وجود دارد. هشتی ورودی نیز طاقنماهای رسمی بندکشی شده و گنبدی آجری دارد.